# اندیس کوه سرخ زیتون
کوه سرخ زیتون یک اندیس فلزی است که در حوالی شهر سوریان استان فارس قرار دارد و مادهٔ معدنی موجود در آن، مس است.  